# AJP Motos
AJP Motos  é um fabricante Português de motas para enduro e todo-terreno. A empresa foi fundada em 1987 pelos irmãos António Pinto e Jorge Pinto em Penafiel, uma cidade no norte de Portugal. Inicialmente uma oficina de preparação de motocicletas para enduro e todo-terreno a empresa rapidamente evoluiu e fabricou a sua primeira moto.
A sigla AJP tem origem nas iniciais dos fundadores António Pinto e Jorge Pinto.

## História

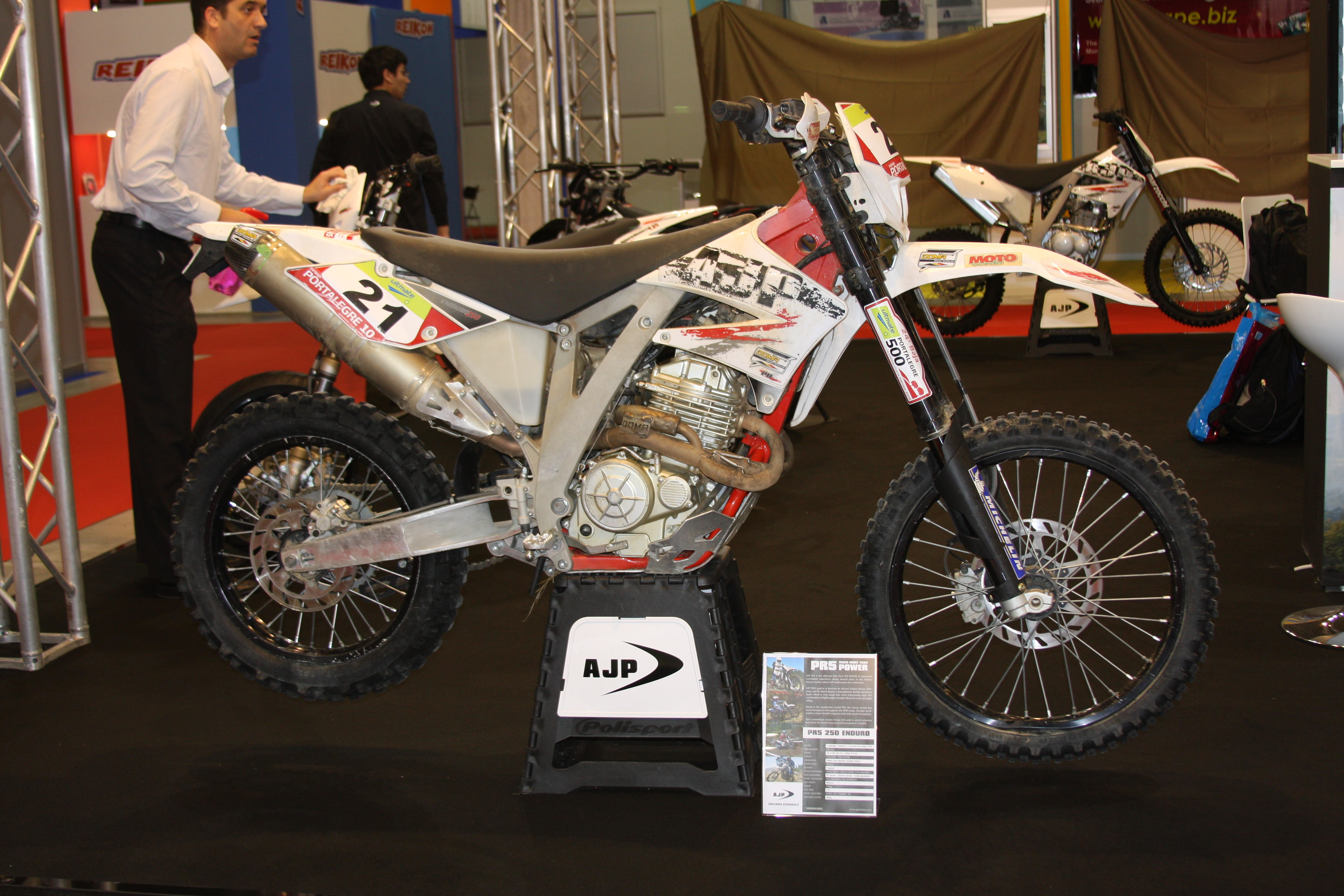
2010 AJP PR5 250cc

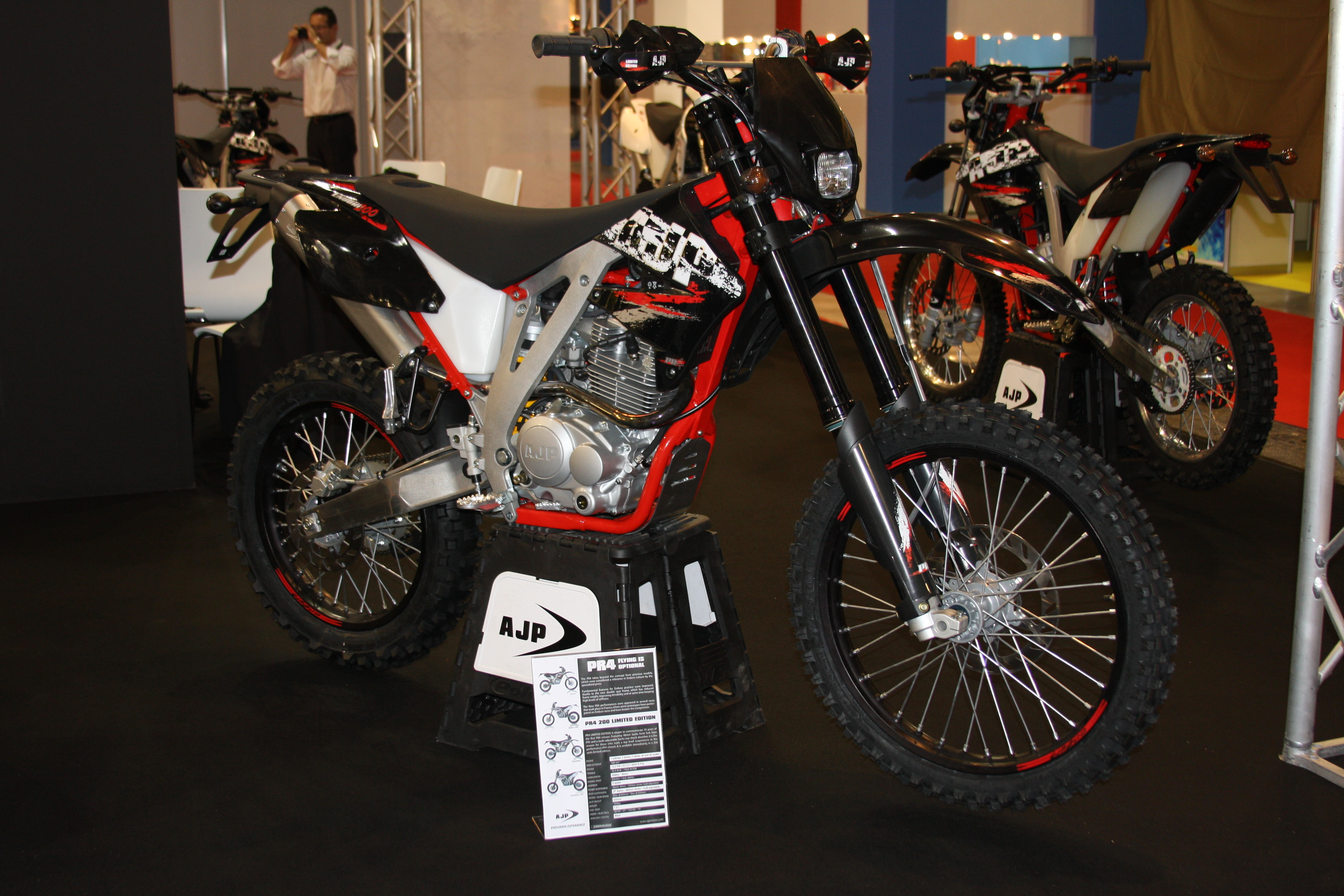
2010 AJP PR4 200cc Enduro

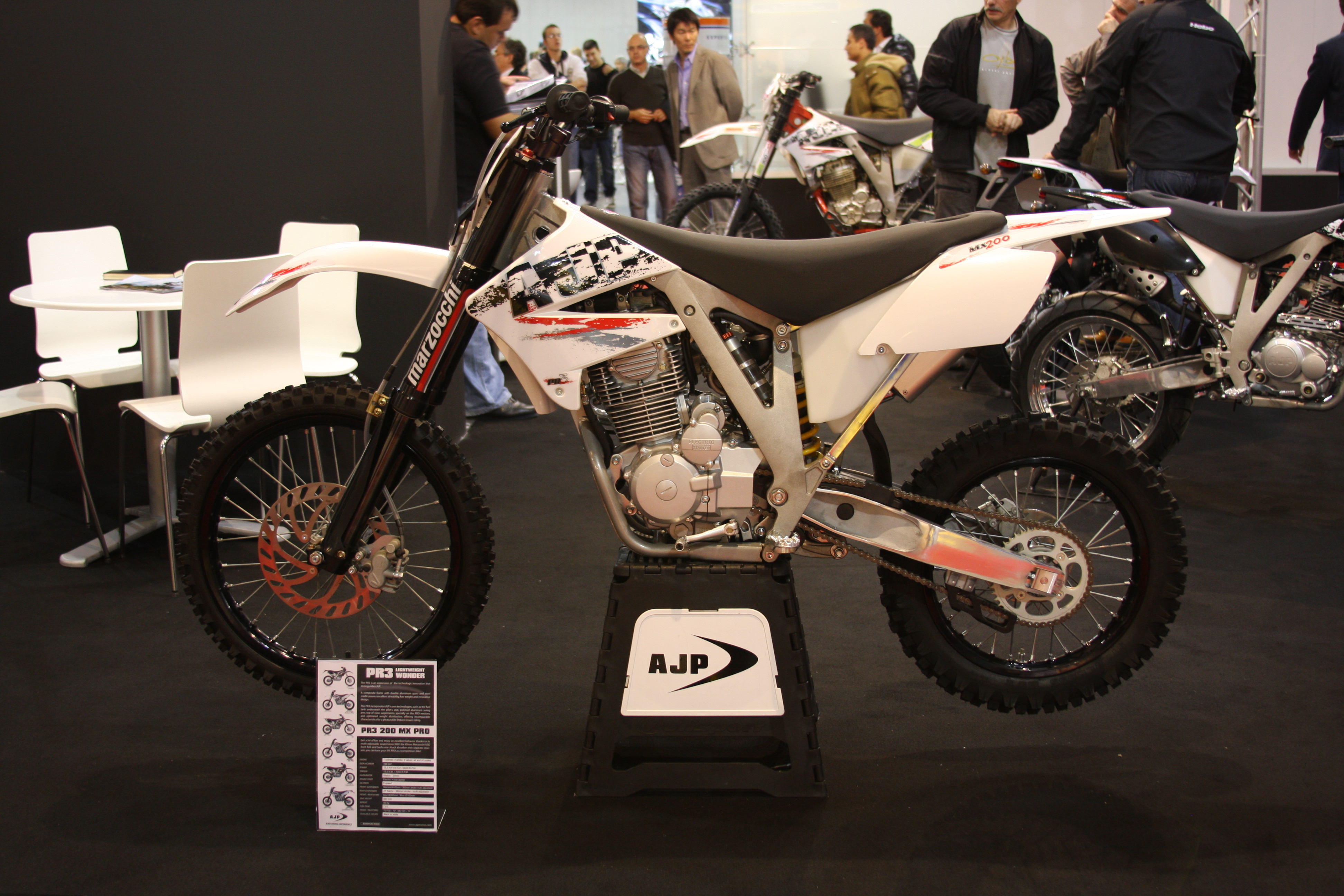
2010 AJP PR3 200cc MX

Em 1981, com apenas 22 anos, António Pinto abriu uma oficina de reparação e Modificações de motocicletas para enduro e todo-terreno. Mais tarde, em 1987, foi fundada AJP Motos, com a apresentação de sua primeira criação, a ARIANA 125cc, equipada com um motor dois tempos Casal, levando o nome da filha de António Pinto que nasceu no mesmo ano. Esta moto foi produzido numa série limitada de 25 unidades, mas já apresentava soluções técnicas originais que seriam exploradas em futuros modelos.
Em 1991, a AJP estabeleceu uma parceria com a Petrogal (hoje Galp Energia), cujo resultado mais importante foi o desenvolvimento da AJP Galp 50, e, secundariamente, desenvolveu uma vasta gama de óleos sintéticos para motores de 2 tempos, testou as gasolinas aditivadas sem chumbo. De 1991 a 2000, AJP participou no Campeonato Nacional de Enduro, ganhando cinco títulos consecutivos de 1996 a 2000. A AJP também participou dos Campeonatos Nacionais de todo-terreno, com vitórias em 1996, 1997 e 1999.
2001 representou um ponto de viragem para a empresa: o lançamento da motocicleta  AJP PR4 125, com um motor de 4 tempos. Mais uma vez, a inovação está presente no tanque de combustível posicionado abaixo do assento do piloto. (Uma característica inovadora, ainda está presente nos modelos atuais), esta disposição permite um comportamento mais agressivo, reduzindo o eixo gravitacional de suas motocicletas. A AJP PR4 125cc marca o início da atividade de exportação da AJP, com as primeiras unidades a serem enviadas para vários países europeus. França, Alemanha e Inglaterra foram os primeiros países a comprarem motos AJP.
Em 2003, a AJP mudou-se para uma nova fábrica em Lousada e em 2004 apresentou uma nova versão da PR4 com um motor 200cc de 4 tempos. Este modelo, com os mesmos componentes como o 125, oferecia um motor mais potente. Graças a esse modelo, a AJP expandiu seus negócios para a Espanha, Polónia, Itália e Grécia.
Em 2007, a AJP PR3 200 MX é lançada. O modelo apresenta um novo conceito de quadro desenvolvidos pela fábrica, com longarinas de alumínio duplo. Aliados a esta solução leve a uma produção mais simples, este factor revolucionou a motocicleta e seu aspecto visual, apresentando um design moderno e atraente. Logo a seguir, foi lançada a versão PRO, com um conjunto de suspensão bastante evoluído.
Pesando apenas 89 kg, a PR3 é a moto de enduro de 200 cc quatro tempos mais leve do mundo. A curta distância entre eixos do modelo lhe dá uma agilidade de uma motocicleta de competição, mas ainda é uma moto em tamanho maior. A 69 × 53 milímetros de Diâmetro e um curso a 13,2 kW (19 cv) de potência, a moto tem uma condução suave e linear.
No final de 2008, suas vendas começam a descolar para as versões homologadas da série PR3, com os motores de 125cc e 200cc. Em 2009, a AICEP Capital Global torna-se parceira do projeto. A sua participação destina-se a fornecer à empresa os meios necessários para o desenvolvimento do seu plano de expansão de atividades.
Ao final de 2009, a AJP apresenta o seu mais ambicioso projecto até a data, a AJP PR5.
Homologada para o mercado Europeu já em seu lançamento, a PR5 conta com injecção electrónica de combustível em seu rápido motor de 250 cc, com um peso total de 115 kg. As especificações da PR5 incluem grande parte da tecnologia desenvolvida pela AJP ao longo dos anos.
Elogiada pelos meios de comunicação especializados em todo o mundo, a PR5 abriu novos mercados para a companhia, incluindo o Japão e o Brasil.
O que melhor diferencia a AJP é o fato de António Pinto verificar pessoalmente cada moto que sai da fábrica.
De acordo com Pinto, a AJP projeta motocicletas para enduro e todo-terreno que podem ir de um ponto a outro nas atividades quotidianas, mas pode dar o seu piloto uma experiência de corrida se assim o desejar.
Em 2014 foi apresentado o protótipo do que viria a ser o novo modelo e mais potente da marca a AJP PR7 com um motor de 600 cc, apresentado em Milão na EICMA.